# Martiño Rivas López
Martiño o Martín Rivas López (Vimianzo, la Corunya, 10 de gener de 1985) és un actor gallec.

## Biografia
És fill del conegut periodista, novel·lista i poeta Manuel Rivas i de María Isabel López Mariño. Martiño començà la seva carrera com a actor sent un nen, a la sèrie per a TVG "Mareas Vivas". Treballà des de 1998 fins a 1999, de la temporada primera a tercera. L'any 2005 tingué també un paper de repartiment, com David, a les dues primeres temporades de "Maridos e mulleres", de Zénit Televisión per a TVG. De les telesèries de l'àmbit autonòmic gallec donà el salt a les estatals amb títols com "SMS" (Globomedia per a La Sexta), en un rol episòdic dels capítols 121 a 125.
Va ser un dels protagonistes de la sèrie El internado amb Ana de Armas, Yon González i Elena Furiase a Antena 3. Amb el pas a la ficció nacional, apareix acreditat com Martín Rivas. L'any 2008 debutà al cinema amb la pel·lícula Los girasoles ciegos, de José Luis Cuerda, amb Maribel Verdú, Javier Cámara i Irene Escolar. Excel·lent debut que li valgué, de cop, la seva primera nominació als Premis Goya com a "Millor actor revelació".
Acadèmicament, a més de continuar la seva formació com a actor a l'escola Espazo Aberto, estudia 4º curs de Comunicació Audiovisual a la Universitat de Santiago de Compostel·la.
Fou elegit el tercer actor més sexy de la televisió a 2007, després de Miguel Ángel Silvestre i Hugo Silva.

## Filmografia

### Sèries de televisió
- Romeo y Julieta (2014) Tele 5. Interpreta el personaje de Romeo.
- El don de alba (2013) Tele 5. Interpreta el personaje de Pablo.
- El internado (2007-2010) Antena 3. Interpreta el personatge de Marcos.
- SMS (2006) La Sexta. Interpretà el personatge de Moisés.
- Maridos e mulleres (2005) (TVG). Interpretà el personatge de David.
- Mareas Vivas (1998-99) (TVG). Interpretà el personatge de Dani.
- Las chicas del cable (2017)

### Cinema
- 3 bodas de más (2013), de Javier Ruiz Caldera, en el paper de Dani.
- Los girasoles ciegos (2008), de José Luis Cuerda, en el paper de Lalo.
- Puzzle (2004). Curtmetratge gravat a Santiago de Compostel·la.
- "Por un puñado de besos"

## Guardons
Premis
- 2008: EP3 al millor actor revelació per Los girasoles ciegos
- 2008: Premi Vieira de Plata al millor actor revelació per El internado

Nominacions
- 2008: Goya al millor actor revelació per Los girasoles ciegos
- 2008: Premi Talent Revelació del Cinema Espanyol al millor interpretació revelació per El internado